# Dangerously in Love
Dangerously in Love je solo album pjevačice Beyoncé Knowles. Izdan je 22. lipnja 2003. u izdanju Columbia Recordsa. Sniman je 2002., nakon što je napustila grupu Destiny's Child. Inspiriran je žanrovima R&B, soul i hip hop. U pjesmama "Crazy in Love", "03' Bonnie & Clyde" i "That's How You I Like It" sudjeluje tada njezin dečko, hip hop velikan Jay Z s kojim je sada u braku. Taj album je učinio R&B zvijezdom. Za duet s Lutherom Wandrossom "The Closer I Get to You" dobila je nagradu Grammy, a cijeli album je nagrađen s čak pet nagrada Grammy. Najbolje se prodavao u Australiji, Njemačkoj i Americi. Album je debitirao na broju 1 top-liste Billboard 200, a u prvom tjednu prodano je 317 000 kopija.
Popis pjesama:
1. „Crazy in Love” (featuring Jay Z) – 3:56
2. „Naughty Girl” – 3:29
3. „Baby Boy” (featuring Sean Paul) – 4:04
4. „Hip-hop star” (featuring Big Boi and Sleepy Brown) – 3:43
5. „Be with you” – 4:20
6. „Me, Myself and I” – 5:01
7. „Yes” – 4:19
8. „Sings” (featuring Missy Elliott) – 4:59
9. „Speechless” – 6:00
10. „That's how you like it” (featuring Jay Z) – 3:40
11. „The Closer I Get to You” (duet s Lutherom Vandrossom) – 4:57
12. „Dangerously in Love 2” – 4:54
13. „Beyoncé interlude” – 0:16
14. „Gift from Virgo” – 2:46
15. „Work it out” – 4:06
16. „'03 Bonnie & Clyde” – 3:26

### Singlovi
Crazy In Love objavljen je 18. svibnja 2003. U njemu pjeva i Jay-Z, s kojim je sada u braku. Singl je debitirao na broju 1 na top listi Billiboard Hot 100 punih osam tjedana. Debitirao je na prvom mjestu i u Engleskoj, Australiji, Kanadi, Novom Zelandu, Italiji i Švedskoj. Prodan je u više od 8 milijuna kopija diljem svijeta, i tako postao jedan od najbolje prodanih singlova ikad. U spotu gostuje članica nekad girl-sastava Pussycat Dolls, Carmit Bachar. "Baby Boy" je objavljen 3. kolovoza 2003. kao drugi singl s albuma. U toj pjesmi gostuje Sean Paul. Debitirao je na top listi Billiboard Hot 100, te na top listama u Australiji i Americi. "Me, Myself and I" objavljen je 19. listopada 2003. kao treći singl. Nagrađen je nagradom Grammy. "Naughty Girl" je objavljen 14. ožujka 2004. kao četvrti singl s albuma. Debitirao je na top ljestvici Billiboard Hot 100. Peti i zadnji singl s albuma, "The Closer I Get to You" je duet s Lutherom Wandrossom. Objavljen je 13. lipnja 2004. Pojavio se kao soundtrack filma Dance with My Father. Ta pjesma bila je nagrađena nagradom Grammy.